# Japan-Korea-Tunnel

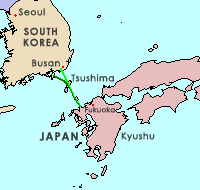
Der vorgeschlagene Verlauf des Japan-Korea-Unterwasser-Tunnels

Der Japan-Korea-Tunnel (jap. 日韓トンネル, Nikkan tonneru, auch: Korea-Japan-Tunnel, kor. Hangeul: 한일 해저 터널, Han-Il haejeo teoneol) ist ein vorgeschlagener Tunnel zwischen Japan und Südkorea, der unter der Koreastraße verlaufen würde, entlang der Inseln Iki und Tsushima. Die kürzeste vorgeschlagene Strecke ist ungefähr 128 km lang, mehr als zweimal so lang wie der Gotthard-Basistunnel, der mit 57 km zurzeit der längste Eisenbahntunnel der Welt ist.
Der erste Vorschlag für diese Verbindung wurde schon 1917 gemacht, gefolgt von konkreten Planungen Anfang der 1940er Jahre, die aber nach dem Zweiten Weltkrieg aufgegeben wurden. Anfang 2008 wurde der Vorschlag wieder ins Gespräch gebracht. Eine wirtschaftliche und technische Machbarkeitsstudie für den Tunnel wurde 2009 vom südkoreanischen Präsidenten Lee Myung-bak in Auftrag gegeben.
Im Zusammenhang mit dem Tunnelprojekt stehen auch die Bemühungen, Nordkorea für den Gütertransitverkehr zu öffnen. Südkorea, und bei Realisierung des Tunnels auch Japan, könnten so an das eurasische Eisenbahnnetz angeschlossen werden, wodurch sich für Exportgüter aus Japan eine alternative Transportmöglichkeit zu den europäischen Absatzmärkten ergäbe. Für die zu prognostizierende Profitabilität und damit die Bereitschaft zur Finanzierung des Tunnelprojekts spielen derartige Überlegungen eine bedeutende Rolle.